# Maszty
Maszty (deutsch Masten) ist ein Dorf in der polnischen Woiwodschaft Ermland-Masuren, das zur Gmina Pisz (Stadt- und Landgemeinde Johannisburg) im Powiat Piski (Kreis Johannisburg) gehört.

## Geographische Lage
Maszty liegt im Südosten der Woiwodschaft Ermland-Masuren, zehn Kilometer südöstlich der Kreisstadt Pisz (deutsch Johannisburg).

## Geschichte
Das nach 1579 Mastenn genannte Dorf bestand vor 1945 aus großen und kleinen Höfen. Im Jahr 1471 wurde es durch den Deutschen Ritterorden als Freigut mit zehn Hufen nach Magdeburgischem Recht gegründet.
Masten gehörte zum Kreis Johannisburg im Regierungsbezirk Gumbinnen (ab 1905: Regierungsbezirk Allenstein) in der preußischen Provinz Ostpreußen.  Jahr 1874 wurde es in den Amtsbezirk Kallenzinnen (ab 1938 „Amtsbezirk Dreifelde“) eingegliedert.
Die Zahl der Einwohner Mastens belief sich 1910 auf 139, 1933 auf 154 und 1939 auf 141.
Als im Jahre 1945 in Kriegsfolge das gesamte südliche Ostpreußen an Polen überstellt wurde, war auch Masten davon betroffen. Es erhielt die polnische Namensform „Maszty“ und ist heute Sitz eines Schulzenamtes (polnisch Sołectwo) und somit eine Ortschaft in der Stadt- und Landgemeinde Pisz (Johannisburg) im Powiat Piski (Kreis Johannisburg), bis 1998 der Woiwodschaft Suwałki, seither der Woiwodschaft Ermland-Masuren zugehörig. Im Jahre 2011 zählte Maszty 38 Einwohner.

## Religionen
Masten war vor 1945 in die evangelische Kirche Johannisburg in der Kirchenprovinz Ostpreußen der Kirche der Altpreußischen Union sowie in die römisch-katholische Kirche in Johannisburg im damaligen Bistum Ermland eingepfarrt. Es besteht aus dieser Zeit noch ein kleiner evangelischer Friedhof in dem Ort.
Heute gehört Maszty katholischerseits zur St.-Johannes-der-Täufer Kirche in Pisz bzw. zur Pfarrkirche in Kumielsk (Kumilsko, 1938 bis 1945 Morgen), beide im Bistum Ełk der Römisch-katholischen Kirche in Polen gelegen. Die evangelischen Einwohner orientieren sich zur Kirchengemeinde in Pisz in der Diözese Masuren der Evangelisch-Augsburgischen Kirche in Polen.

## Verkehr
Maszty vom Nachbarort Zawady (deutsch Sawadden, 1938 bis 1945 Ottenberg) aus auf einer Nebenstraße zu erreichen. 